# Siracusa (provins)
Siracusa er en italienske provins på øen Sicilien.
Hovedstaden for provinsen er Siracusa, som også har givet navn til provinsen.

## Kommuner
- Augusta
- Avola
- Buccheri
- Buscemi
- Canicattini Bagni
- Carlentini
- Cassaro
- Ferla
- Floridia
- Francofonte
- Lentini
- Melilli
- Noto
- Pachino
- Palazzolo Acreide
- Portopalo di Capo Passero
- Priolo Gargallo
- Rosolini
- Siracusa
- Solarino
- Sortino

37°05′N 15°17′Ø / 37.08°N 15.28°Ø